# Murina harpioloides
Murina harpioloides — вид ссавців родини лиликових. 

## Проживання, поведінка
Цей вид відомий тільки в горах Далат, у південній частині В'єтнаму. Живе в незайманому гірському лісі до висоти близько 1400 метрів над рівнем моря. 
Харчується комахами. Народжує дітей в січні або лютому.

## Опис
Невеликих розмірів, з довжиною голови й тіла 35 мм, довжина передпліччя між 28.4 і 29.7 мм, довжина хвоста 30.5 мм, довжина вух 12.3 мм і вага до 4.2 гр. 
Шерсть довга, з густим підшерстям. Спинна частина темно-коричневого кольору з окремими волосками триколірними, а черевна частина темно-коричневого кольору зі срібними кінчиками волосся. Палець, передпліччя золотавими волосками дорсально. Морда темна, вузька, витягнута, з ніздрями, що виступають. Очі дуже малі. Вуха широкі, округлі і з канавкою поверхні в середині задньої кромки. Крилові мембрани темні. Лапи маленькі і покриті золотавими волосками. Хвіст довгий.